# R-73飛彈

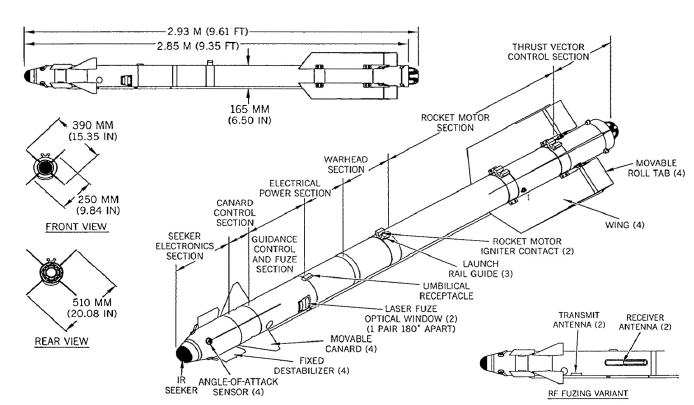
Vympel R-73（AA-11）

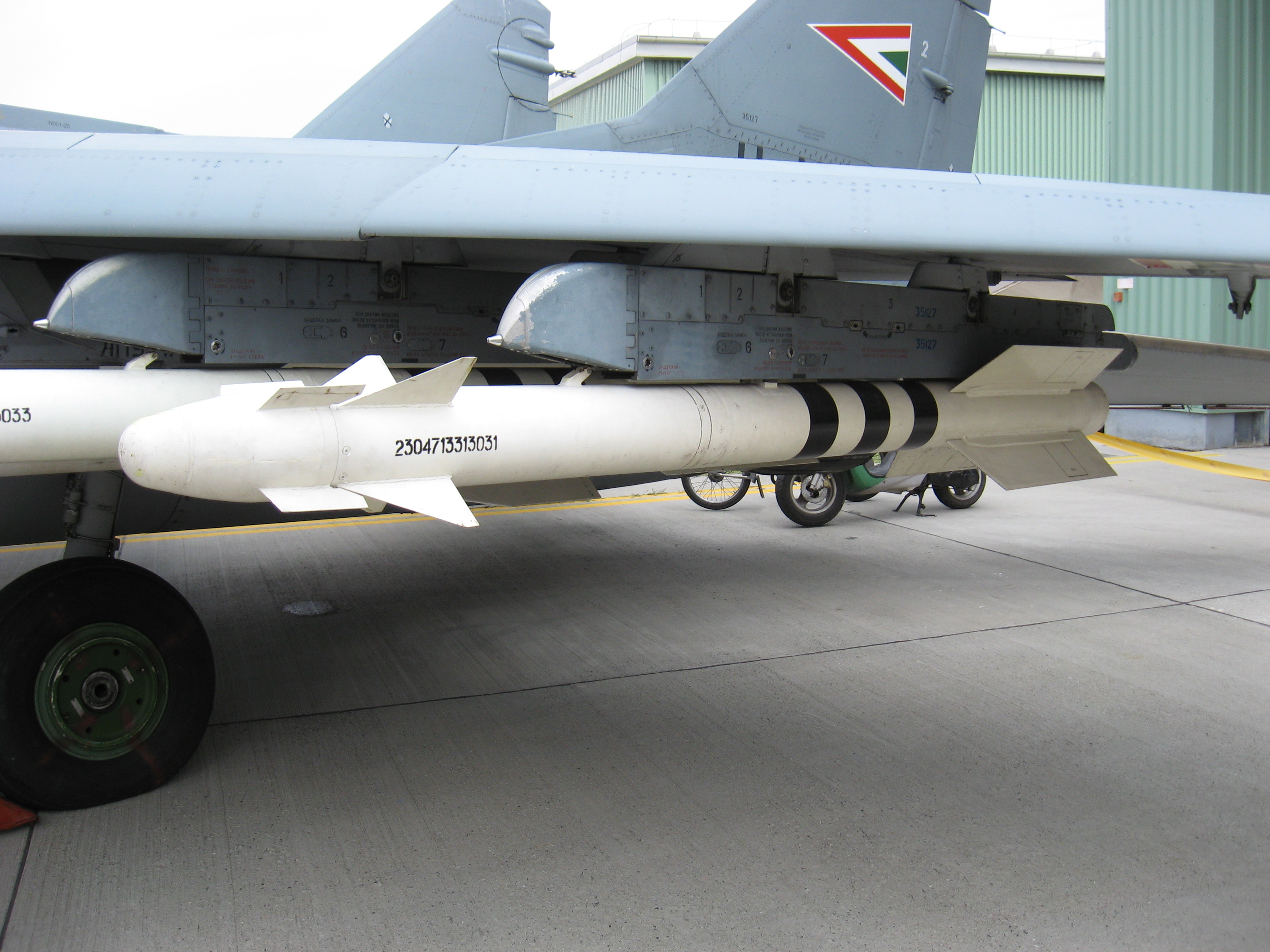
MiG-29 左翼下掛載R-73/AA-11

Vympel R-73（俄語：Вымпел Р-73，NATO代號為AA-11箭手）是一款由閃電機械生產設計局於70～80年代開發的短程紅外導引空對空飛彈，是蘇聯及俄羅斯最先進的短程空對空飛彈。

## 研發過程
R-73紅外導引短程空對空飛彈是研發來取代早期在蘇聯戰機上所使用的短程R-60（AA-8蚜蟲）飛彈，計劃於1973年開始進行，1982年投入使用，並於1984年正式服役。
R-73是一枚紅外線導引飛彈，配備一具靈敏的液態氮冷卻式銻化銦尋標器，具有強大的「離軸攻擊」（英語：off-boresight）能力：尋標器可以「看見」距飛彈中心軸上40°的目標。它可由配戴謝爾-3UM（俄語：Щель-3УМ）頭盔瞄準具的飛行員以目視的方式鎖定目標。最小的攻擊範圍大約300公尺。另外R-73飛彈也是一款結合推力向量控制技術及空氣舵的量產空對空飛彈，其尾部的2對擾流板搭配彈頭的4片三角前翼控制航向，使R-73飛彈獲得相當強大的機動能力。
1990年两德合并后，西方获得了配属给东德米格-29战斗机的R-73飛彈。在测试中，R-73在各个方面都優於美國的AIM-9M飛彈，因此促使了響尾蛇和其他短程空對空飛彈的發展，諸如ASRAAM飛彈，IRIS-T飛彈，雲母飛彈，巨蟒4型飛彈以及在2003年服役的最新AIM-9X響尾蛇飛彈。
北約陣營中與R-73相似的飛彈，如美國新型的AIM-9X響尾蛇飛彈離軸角度高達了90°，配上頭盔瞄準可以讓飛彈離開發射架後往上爬升180°掉頭攻擊後方敵機。
從1994年以來R-73飛彈因應量產而衍生為R-74EM標準型（原R-73M），並於1997年服役。R-74EM有更遠的射程與更大的尋標角度（達60°的離軸攻角），以及改良型的反紅外对抗措施（英語：IRCCM, InfraRed Counter-Counter Measures）。
使用此種飛彈的飛機有米格-29、苏-27及其改进型号，而且可由升级过的米格-21、米格-23、米格-35戰鬥機、苏-24和苏-25戰機所攜帶。它也可被俄羅斯攻擊直升機所配備，包括米-24雌鹿直升機、米-28攻擊直升機和卡-50攻擊直升機。
2022年俄羅斯入侵烏克蘭戰爭中，根據對烏克蘭戰機飛行員的採訪，R-73飛彈受雲等干擾物影響時的作戰能力不佳，導致該飛彈很難攻擊俄羅斯的見證者-136無人機，迫使飛行員只能在靠近無人機後用30毫米機砲近距離射擊。

## 作戰紀錄
1996年2月24日，在美反古巴組織“兄弟救援會”的3架西斯納天空大師民用機在迫近古巴領空（古巴聲稱已入侵領空）時，被古巴空軍的1架米格-29UB戰鬥機發射R-73飛彈擊落其中2架，並造成美國及古巴關係緊張。
1998年5月至2000年6月的衣索比亞-厄利垂亞戰爭期間，衣索比亞蘇-27戰鬥機和厄立垂亞的米格-29戰鬥機均使用R-73飛彈進行戰鬥。除2次擊墜數之外，其他所有擊墜數均由紅外導引R-60飛彈和R-73飛彈完成。
2008年3月18日，俄羅斯空軍的一架米格-29戰鬥機在阿布哈茲上空攔截並發射R-73飛彈摧毀了一架喬治亞埃爾比特愛馬仕450無人機。
2019年2月27日，印度官員聲稱印度空軍一架米格-21戰鬥機在2019年查謨和克什米爾空襲中成功使用R-73E飛彈擊落一架巴基斯坦F-16戰鬥機，但巴基斯坦當局否認飛機失事。
2022年5月7日，烏克蘭海軍副司令伊格·貝德扎伊（Igor Bedzay）上校駕駛的米-14直升機被俄羅斯蘇-35戰鬥機擊落身亡。據報導，蘇-35戰鬥機在使用30毫米機砲首次射擊失敗後，轉而發射R-73飛彈成功摧毀了直升機。
2024年12月31日，烏克蘭國防部公佈一段影片，指GUR的MAGURA V5無人快艇在克里米亞使用R-73 海龍防空導彈擊落一架Mi-8直升機。

## 型號

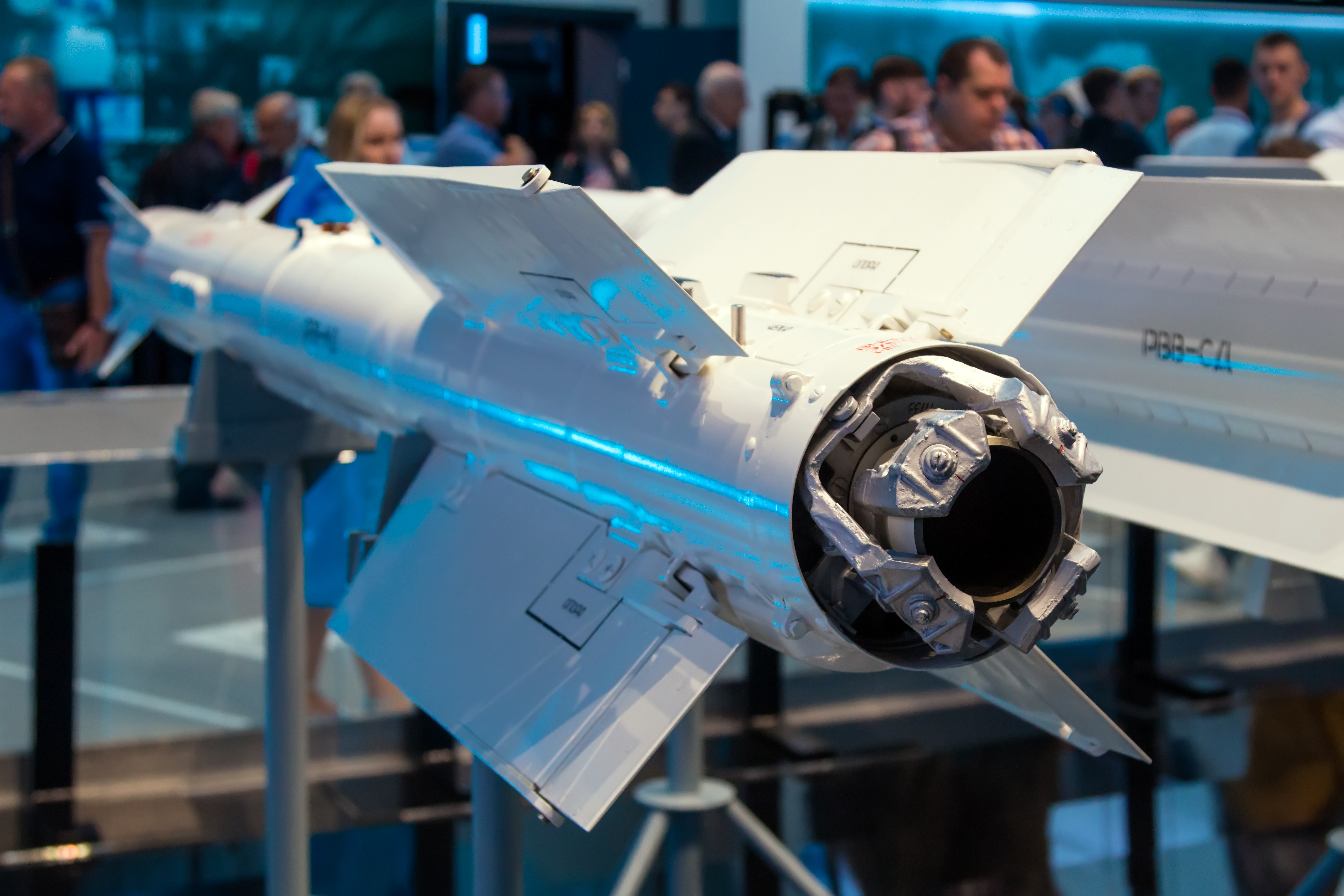
RVV-MD型號飛彈的擾流板推力向量控制裝置

- R-73A - 初始型號，具有±40°離軸攻擊能力及20公里作戰範圍。
- R-73K - 使用無線電近炸引信的型號。[6]
- R-73L - 使用雷射近炸引信的型號。[6]
- R-73E - R-73的出口型號，具有改良的導引彈頭、4個姿態感測器和加大的火箭推進器。可通過謝爾-3UM頭盔瞄準具指定目標，具有±45°離軸攻擊能力、8公斤戰鬥部及30公里最大作戰距離。[6][3]
- R-73EL - 使用雷射近炸引信的R-73E型號版本。[6]
- R-73M1 - 1996年推出的改進版本，使用改良的電子設備和導引彈頭，具有±90°離軸攻擊能力。射程提升至40公里。
- R-73M2 - 引入新型紅外線成像導引頭的型號。[5]
- SAMAR - 薩瑪爾防空系統（英语：SAMAR Air Defence System）（意為：保證報復用面對空飛彈），印度空軍使用的地對空飛彈型號。由R-73E型號重新編程電子系統以用於地對空作戰。
- R-74（俄語：изделие 740） - 改進型號，具有±60°離軸攻擊能力。[23]
- R-74M（俄語：изделие 750） - 改進版本，與R-73E型號外觀相似，具有±60°離軸攻擊能力、全數位化和可重新編程系統。
- R-74M2（俄語：изделие 760） - R-74型號用於蘇-57戰鬥機的低橫截面版本，具有數據鏈路及改進火箭引擎，可對標西方國家的AIM-9X響尾蛇飛彈和ASRAAM先進短程空對空飛彈。[23][24]
- R-74MK - 預計用於第五代戰鬥機的R-74M飛彈改進型號。帶有無線電近炸引信及40公里射程。[23]
- R-74ML - 使用雷射近炸引信的R-74M型號版本。[23]
- RVV-MD - R-74M型號的外銷版本，具有±75°離軸攻擊能力、8公斤戰鬥部及40公里射程。[25]
- K-MD（俄語：изделие 300） - R-74M2的改進版本，使用紅外成像導引頭，並具有雷達數據鏈路及慣性導航系統。[24]
- USR-73 - 帶有主動導引彈頭且不含火箭推進劑的訓練用型號。
- 9M100 - 艦載防空飛彈型號，使用於魯道特防空飛彈系統。
- 海龍 - 烏克蘭改裝版本，使用於無人快艇。

## 使用國

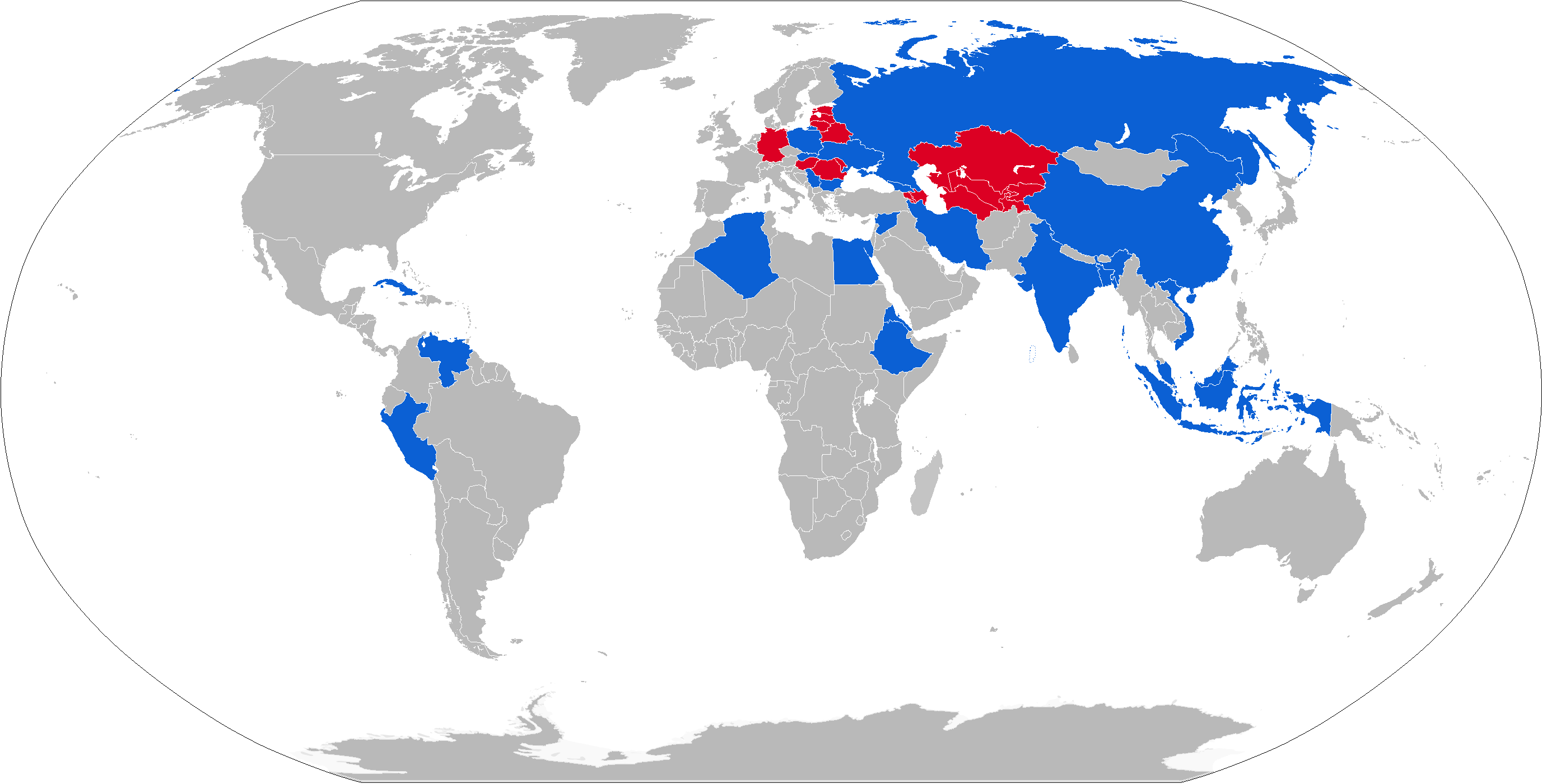
R-73系列飛彈使用國，藍色為現役，紅色為退役

### 現役國
- 阿尔及利亚[26]
- [27]
- 保加利亚
- 中國
- 古巴
- 衣索比亞
- [28]
- 印度
- 印度尼西亞
- 伊朗
- 马来西亚
- 秘魯
- 波蘭
- 俄羅斯
- 塞爾維亞
- 斯洛伐克
- 叙利亚
- 乌克兰
- 委內瑞拉
- 越南
- 埃及
- 葉門

### 退役國
- 东德
- 德国
- 匈牙利
- 羅馬尼亞
- 南斯拉夫[29]
- 苏联

### 引文
1. ↑  Friedman 1997，第423頁.
2. 1 2  . Global Security.   [3 February 2020]. （原始内容存档于2023-04-07）.
3. 1 2  . Rosoboronexport.   [2 February 2020]. （原始内容存档于2023-05-28）.
4. ↑  . Rosoboronexport.   [2 February 2020]. （原始内容存档于2023-05-30）.
5. 1 2  Fish 2024，第14頁.
6. 1 2 3 4 5 6 7  Richardson 2018，第35頁.
7. ↑  .   [2016-05-21]. 原始内容存档于2024-05-09.
8. ↑  .   [2023-08-16]. （原始内容存档于2016-09-02）.
9. ↑  Reed Business Information Limited. .   [23 December 2014]. （原始内容存档于2016-08-05）.
10. ↑  Menon, KB. .   [11 June 2014]. （原始内容存档于2023-06-05）.
11. ↑  .   [11 June 2014]. （原始内容存档于29 March 2019）.
12. ↑  Barrie, Douglas and Pyadushkin, Maxim. "R-77, R-73 Missile Upgrades Emerge". Aviation Week. 13 August 2009
13. ↑  . 13 December 2022  [2022-12-22]. （原始内容存档于2023-10-10）.
14. ↑  University of Minnesota Human Rights Library. . 1999  [2019-04-01]. （原始内容存档于2007-12-27）.
15. ↑  .   [10 September 2016]. （原始内容存档于2007-12-27）.
16. ↑  . YouTube.   [23 December 2014]. （原始内容存档于2021-12-22）.
17. ↑  . Zee News India. Essel Group. 2 March 2019  [8 May 2020]. （原始内容存档于2023-04-09）.
18. ↑  Indian Radar Data That Supposedly Proves They Downed An F-16 Is Far From "Irrefutable" （页面存档备份，存于）, 8 April 2019, The War Zone
19. ↑  . www.eurasiantimes.net. 9 June 2022  [2022-06-09]. （原始内容存档于2022-06-10）.
20. ↑  . www.thetimeshub.in.   [2022-06-09]. （原始内容存档于2022-06-14）.
21. ↑  .   [2025-01-20]. （原始内容存档于2025-02-01）.
22. ↑  .   [2025-01-20]. （原始内容存档于2025-01-24）.
23. 1 2 3 4  Piotr Butowski: Russia is preparing a precision guidance revolution for its fast jet, strike, and bomber forces. Jane’s International Defence Review, August 2014, Vereinigtes Königreich, 2014.
24. 1 2  Richardson 2018，第36頁.
25. ↑  . eng.ktrv.ru.   [2022-10-02]. （原始内容存档于2022-10-07）.
26. ↑  .   [23 December 2014]. （原始内容存档于2016-03-08）.
27. ↑  . Bangladesh Military Forces - BDMilitary.com.   [23 December 2014].[永久]
28. ↑  . YouTube.   [23 December 2014]. （原始内容存档于2019-10-01）.
29. ↑  .   [2019-06-18]. （原始内容存档于2012-06-07）.

### 書目
- Fish, Tim. . Military Technology. Vol. 48 no. 2. 2024: 12–15. ISSN 0722-3226 （英语）.
- Friedman, Norman. . US Naval Inst Pr. 1997. ISBN 1-55750-268-4 （英语）.
- Gordon, Yefim. . Hinckley, England: Midland Publishing. 2004. ISBN 1-85780-188-1 （英语）.
- Richardson, Doug. . Journal of Electronic Defense. July 2018, 41 (7): 35–42. ISSN 0192-429X （英语）.

## 外部連結
- warfare.ru（页面存档备份，存于）
- astronautix.com
- Indian Air Force - Light Combat Aircraft - R-73 Missile Firing（页面存档备份，存于）